# Vapor Flores
El Flores fue un pequeño buque a vapor utilizado por la Armada Argentina durante la Revolución de 1880.

## Historia
Durante el movimiento revolucionario encabezado por el gobernador de la provincia de Buenos Aires Carlos Tejedor, la ciudad de Buenos Aires fue bloqueada por las fuerzas nacionales leales al presidente Nicolás Avellaneda. El estado nacional reforzó el bloqueo mediante el embargo, arrendamiento o adquisición de unidades de escaso calado.
El vapor fluvial Flores fue requisado por el estado nacional y se incorporó con tripulación militar a las tareas de control fluvial en la rada exterior del puerto y en la Boca del Riachuelo, últimos puntos de acceso para los buques rebeldes que conseguían burlar la primera línea de bloqueo.
Cumpliendo esas funciones enfrentó en una oportunidad una partida de francotiradores, bombardeando sus posiciones hasta dispersarla.
Cumplió posteriormente comisiones logísticas transportando tropas nacionales de refuerzo a los principales escenarios de la lucha, Barracas (Buenos Aires) y Puente Alsina.
Finalizado ya el conflicto armado, el 12 de julio mientras operaba en Balizas Interiores durante una fuerte sudestada cayó al agua y murió ahogado el aspirante Hipólito Hourcades.
En diciembre de 1880 el Flores fue devuelto a sus propietarios.